# Hindsiothrips robustisetis
Hindsiothrips robustisetis är en insektsart som först beskrevs av Watson och Preer 1939.  Hindsiothrips robustisetis ingår i släktet Hindsiothrips och familjen rörtripsar. Inga underarter finns listade i Catalogue of Life.